# Bear Hands
Bear Hands (с англ. — «Медвежьи руки») — американская постпанк и инди-рок группа, состоящая из Дилана Рау (вокал и гитара), Вэла Лопера (бас-гитара) и Ти Джея Оршера (ударные). Родом из Бруклина и образованная в 2006 году с Тедом Фельдманом (гитара), группа подписала контракт с Cantora Records в 2010 году после выпуска своего сингла «What a Drag».
После выпуска дебютного альбома Burning Bush Supper Club в 2010 году Bear Hands гастролировали на разогреве у Passion Pit, GZA и We Were Promised Jetpacks. Их сингл «Giants» вошел в десятку лучших в чарте Alternative Songs в середине 2014 года. Затем последовало больше релизов небольшого масштаба, а также международные туры, включавшие бразильские концерты с Chairlift.

## Дискография
Смотри статью «Дискография Bear Hands» в англ. разделе.
- Burning Bush Supper Club (2010)
- Distraction (2014)
- You'll Pay for This (2016)
- Fake Tunes (2019) [5]
- The Key to What (2024)